# Armstrong (Adelsgeschlecht)

Stammwappen des Geschlechts

Das britische und später auch russische Adelsgeschlecht Armstrong, in deutschsprachigen Gebieten auch von Armstrong, entstammt dem schottischen Clan Armstrong, welcher spätestens ab dem Jahre 1138 im Grenzgebiet von Schottland und England ansässig war und seine erste urkundliche Erwähnung im Jahre 1235 findet. Das Geschlecht hat sich im 14. Jahrhundert tiefer nach England und Ende des 16. Jahrhunderts nach Irland ausgebreitet, bevor es auch nach Russland und in den deutschsprachigen Raum gelangte. Zweige der Familie blühen bis heute.

## Geschichte

### Herkunft
Das Geschlecht stammt von einem Ritter namens Fairbairn ab, der sich um den schottischen König verdient gemacht hat. Demnach soll er 1138 während der Standartenschlacht seinen König, David I., in voller Kampfrüstung mit nur einem Arm auf sein eigenes Pferd gehoben haben, nachdem der Feldherr seines verloren hatte. Der König belehnte ihn mit der Herrschaft Mangerton im stark umkämpften Grenzgebiet zu England und gab ihm den Beinamen Armstrong.
Über die Herkunft jenes Ritters gibt es keine gesicherten Angaben. Der Legende nach soll er anglo-dänischer Abstammung gewesen und die Vorfahren im Gefolge Knut des Großen in der Wikingerzeit auf die Britischen Inseln gekommen sein.
Das Geschlecht findet seine erste urkundliche Erwähnung 1235 mit Adam Armestran in Carlisle. Die gesicherte Stammreihe beginnt mit Alexander Armgstrand, 3. Herr von Mangerton, der 1378 in Liddesdale, Roxburghshire, als Lehnsmann aufgeführt ist. Die Familie war in der Folge überwiegend in dieser Gegend sowie im englischen Nottinghamshire begütert, bevor sie sich weiter ausbreitete.

### Übersiedlung nach Irland

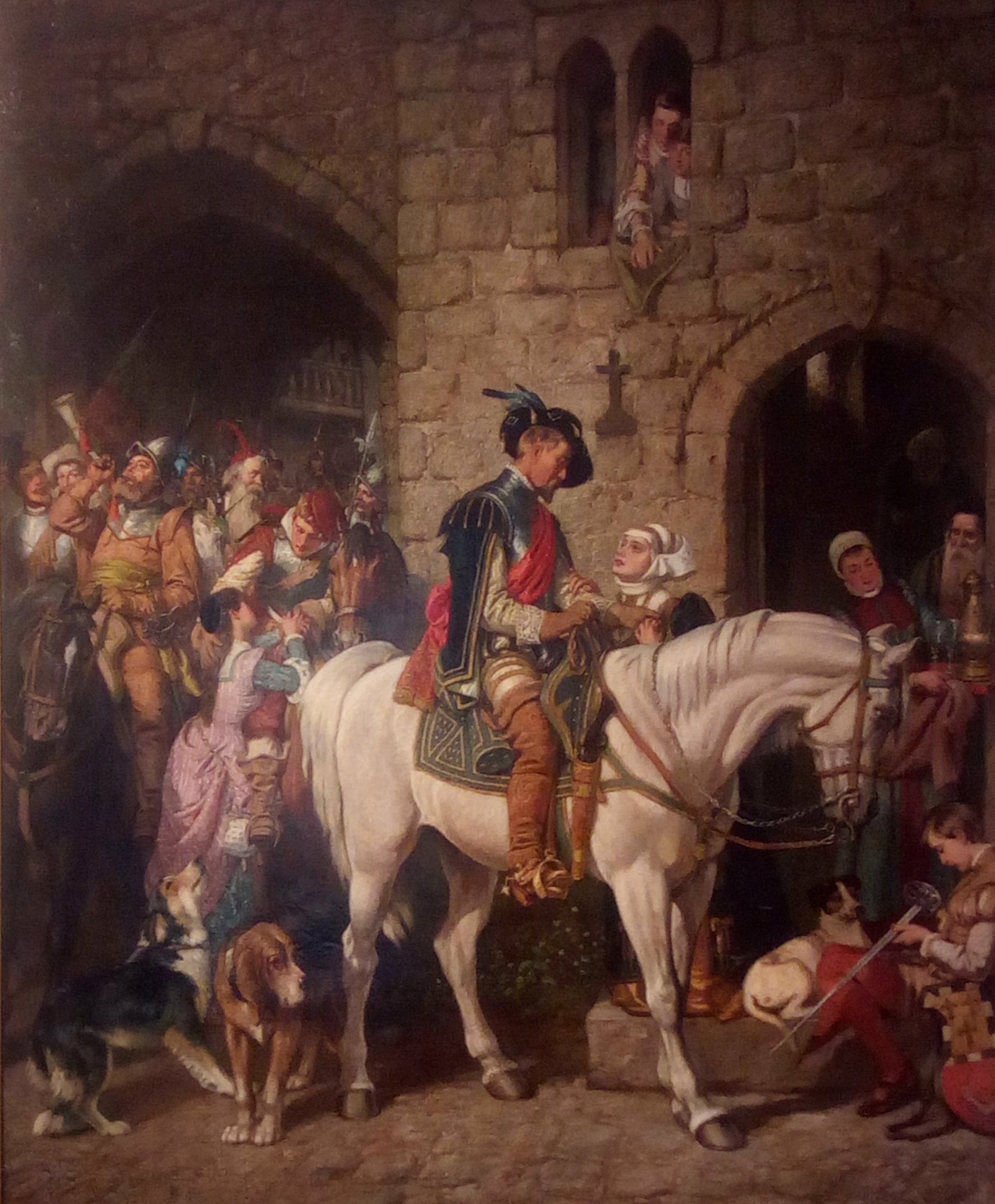
John Armstrong von Gilnockie

Nach andauernden Auseinandersetzungen mit der schottischen Krone, siedelten Ende des 16. Jahrhunderts führende Mitglieder des Clan Armstrong im Rahmen der von Königin Elisabeth I. betriebenen Plantation of Ireland, von Schottland nach Irland über. Darunter auch Andrew (* 1576, † 1671), später Offizier bei den Royalisten unter Karl I. und Enkel des berüchtigten John Armstrong von Gilnockie, aus einer Seitenlinie der Herren von Mangerton. Er gilt als Stammvater der irischen Linie des ursprünglich schottischen Geschlechts. Seine Nachkommen verzweigten sich in die drei nach ihren Sitzen benannten Hauptlinien Ballycumber, Gallen Priory und Garrycastle, welche vornehmlich in den Grafschaften Offaly (damals „King‘s County“ genannt), Limerick und Tipperary begütert waren.
Durch ihre Zugehörigkeit zum protestantischen Landadel, der sogenannten Landed gentry, sicherten die Familie und ihre Standesgenossen die Interessen der englischen Krone in Irland. Einige Familienmitglieder bekleideten hohe politische und militärische Ämter, womit sie ihren Einfluss mehrten. Traditionell diente ein Großteil der männlichen Vertreter der Familie als Offiziere, womit einige Zweige wieder zurück nach Schottland und England fanden. Zu damaliger Zeit nicht unüblich, standen etliche Mitglieder auch in Diensten anderer europäischer Staaten, darunter Länder des Deutschen Bundes, dem Kaisertum Österreich und dem Russischen Kaiserreich.

### Ausbreitung in den deutschsprachigen Raum
Insbesondere Mitglieder der Häuser Ballycumber und Garrycastle siedelten sich ab Ende des 18. bzw. Anfang des 19. Jahrhunderts dauerhaft im deutschsprachigen Raum inklusive des Baltikums an. Für den in Russland eingewanderten Zweig erfolgte 1798 die Adelsnaturalisation, worauf er in den deutschsprachigen Gebieten des Baltikums und Polens sowie in Sachsen als von Armstrong auftrat. In Österreich wurde der ausländische Stand durch Immatrikulation als Ritter von Armstrong 1835 prävaliert.

### Standeserhebungen
Captain Andrew Armstrong aus dem Hause Gallen Priory wurde am 18. September 1841 in der Baronetage of the United Kingdom zum Baronet, of Gallen Priory in the King’s County, erhoben. Der aktuelle Titelinhaber und 7. Baronet ist Lieutenant Colonel Christopher John Edmund Stuart Armstrong.
Captain George Carlyon Hughes Armstrong aus dem Hause Garrycastle wurde am 19. Oktober 1892 ebenfalls in der Baronetage of the United Kingdom zum Baronet, of Ashburn Place in the Parish of St. Mary Abbots, Kensington, in the County of London, erhoben. Der Titel erlosch 1944 mit dem Tod des 3. Baronets in Ermangelung direkter männlicher Nachkommen des 1. Baronets.

## Ehemalige Besitzungen (Auswahl)
- Ballycumber House, Ballycumber, County Offaly
- Castle Armstrong, Castlearmstrong, County Offaly
- Castle Iver, Banagher, County Offaly
- Farney Castle, Holycross, County Tipperary
- Forty Hall, Enfield, County Middlesex (heute Greater London)
- Gallen Priory House, Ferbane, County Offaly
- Garry Castle House, Banagher, County Offaly
- Manor of Roscrea, Roscrea, County Tipperary
- Mount Heaton House, Mountheaton, County Offaly
- Moyaliffe House, Ballycahill, County Tipperary
- Newhall House, Ennis, County Clare
- Salisbury House, Edmonton, London
- Schloss Weyer, Gmunden, Oberösterreich[8]

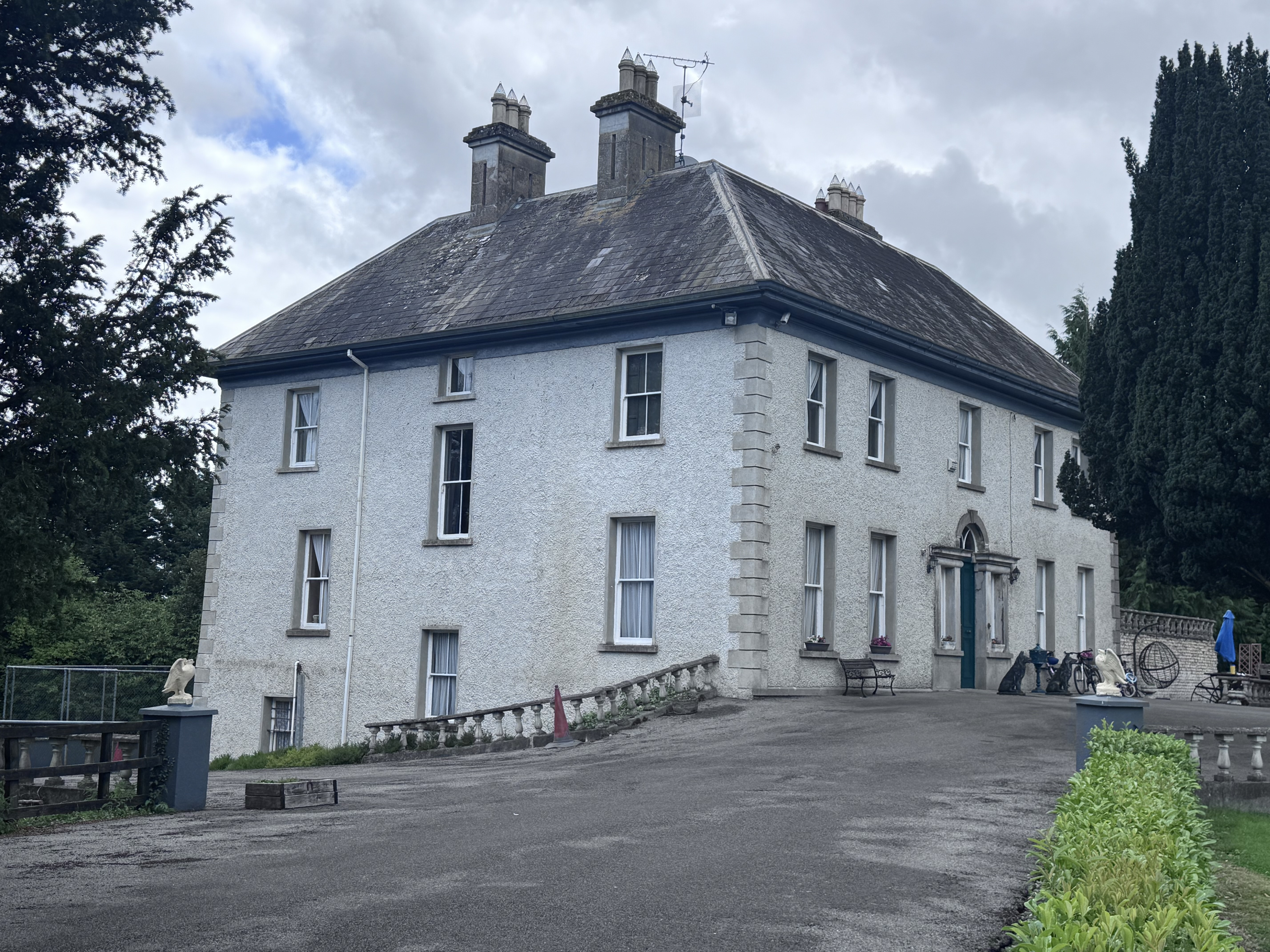
Ballycumber House
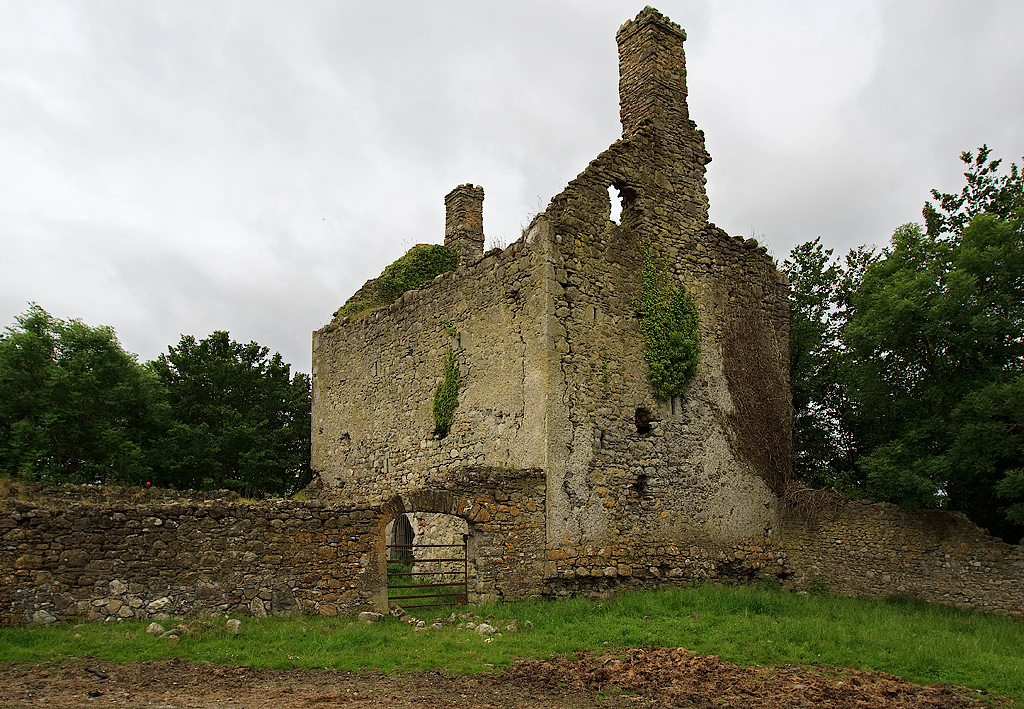
Castle Armstrong (Ruine)
Farney Castle
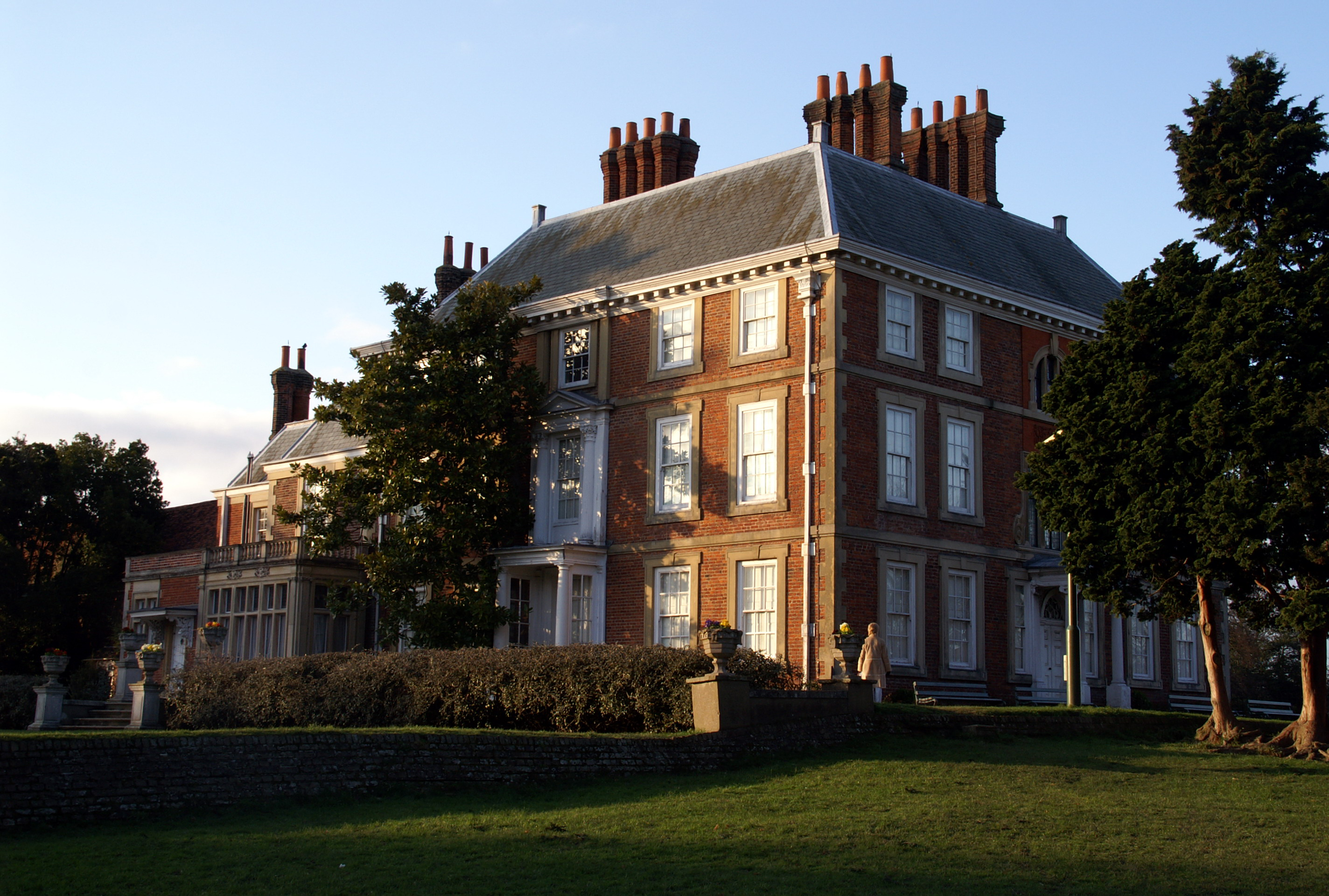
Forty Hall
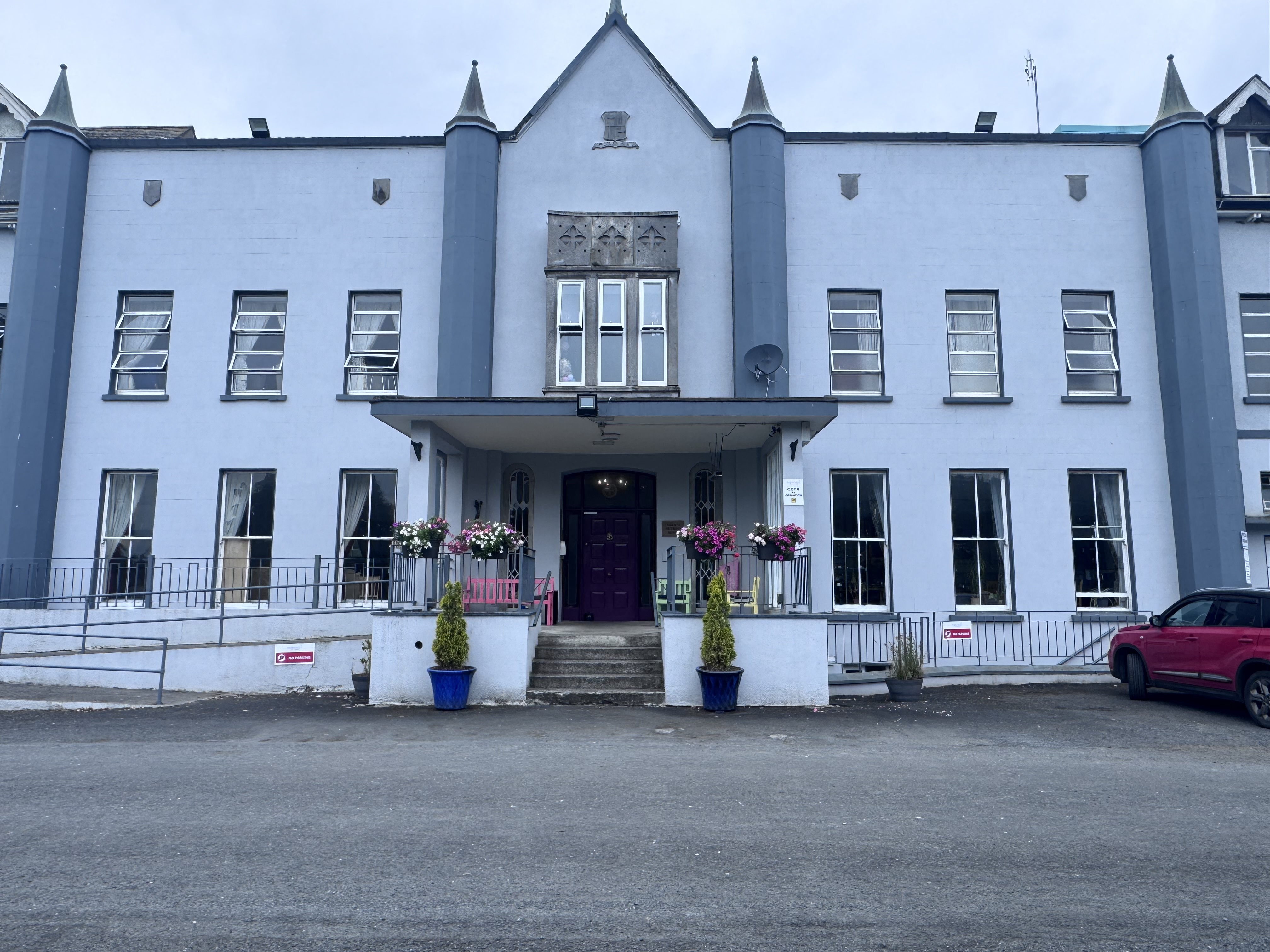
Gallen Priory House
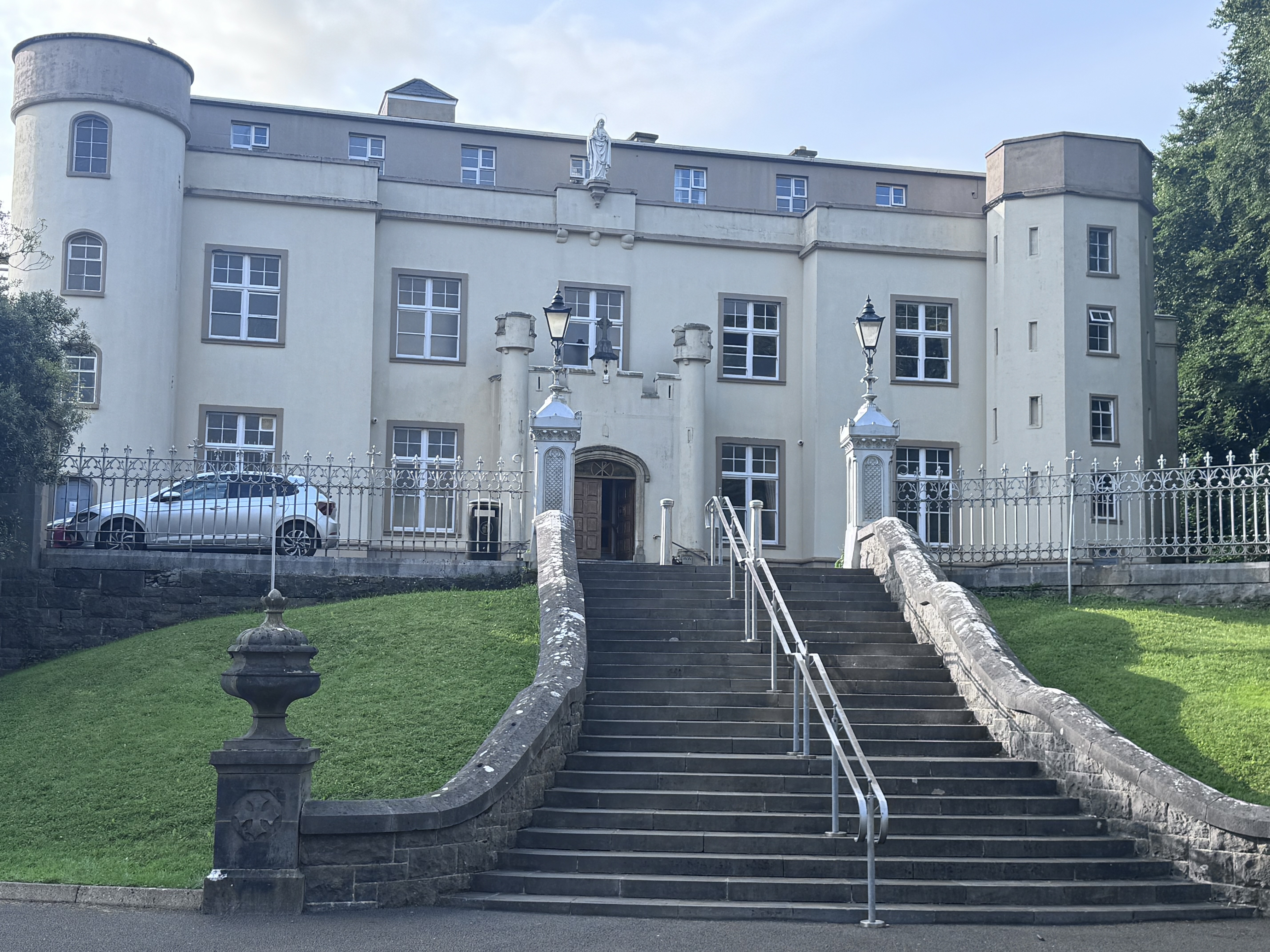
Mount Heaton House
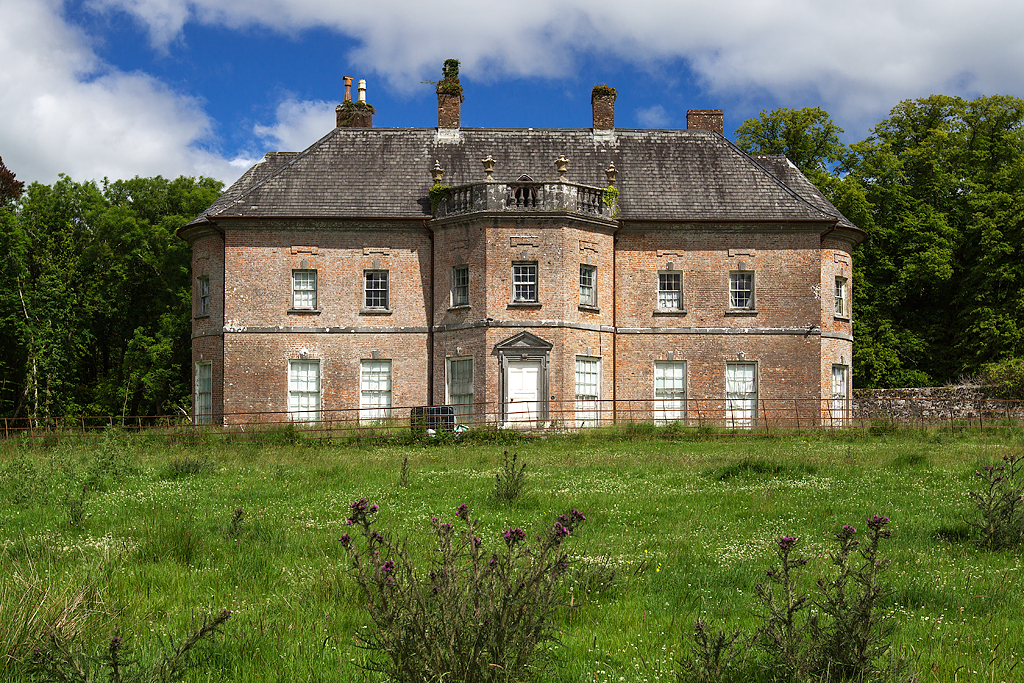
Newhall House (vor Restaurierung)
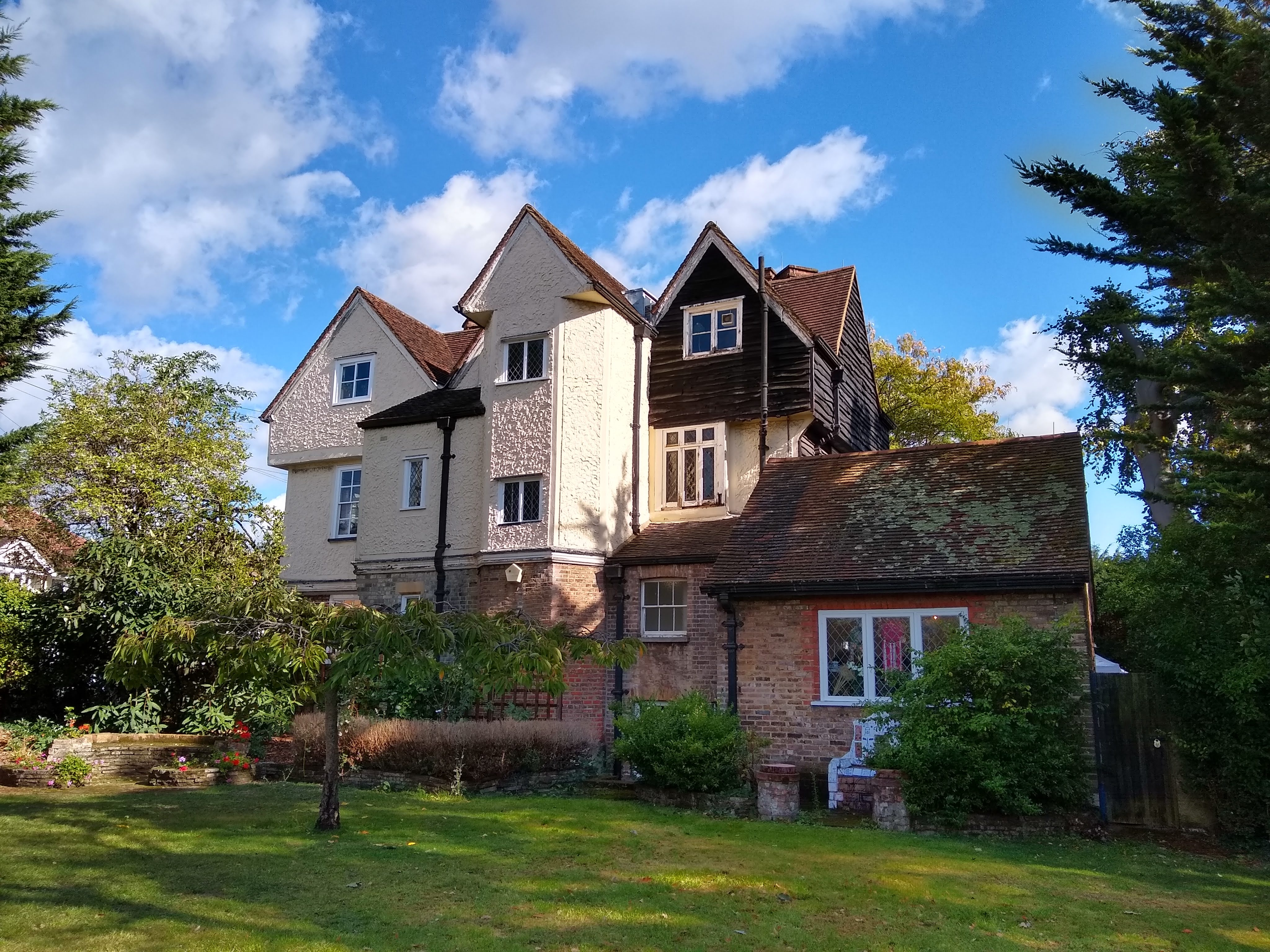
Salisbury House
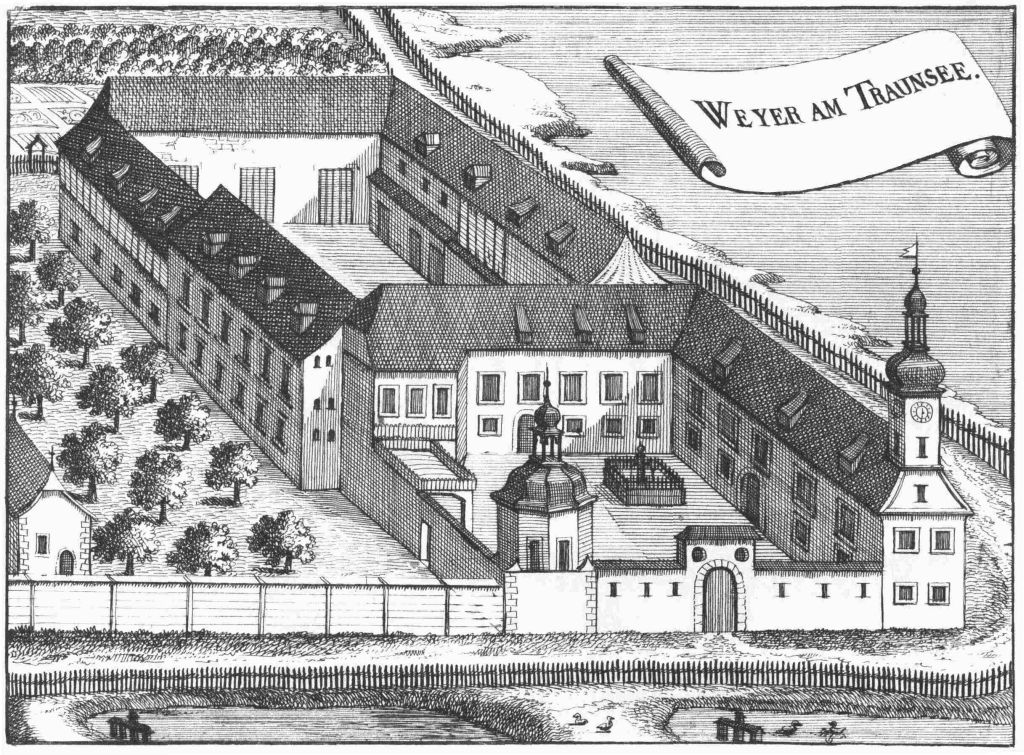
Schloss Weyer

## Hauptlinien und deren Persönlichkeiten

### Haus Ballycumber
- Colonel Sir Thomas Armstrong: (* 1603, † 1662), ⚭  Anna Anderson, Festungskommandant von Culmore in der Grafschaft Londonderry. Kämpfte zwischen 1633 und 1638 im Dreißigjährigen Krieg in den Niederlanden und war 1639 bis 1640 Quartermaster-General of the Horse in Irland. 1643 zum Ritter geschlagen, diente er als Colonel der Kavallerie unter Karl II. und wurde dabei zweimal von Cromwells Seite im Tower of London festgesetzt.

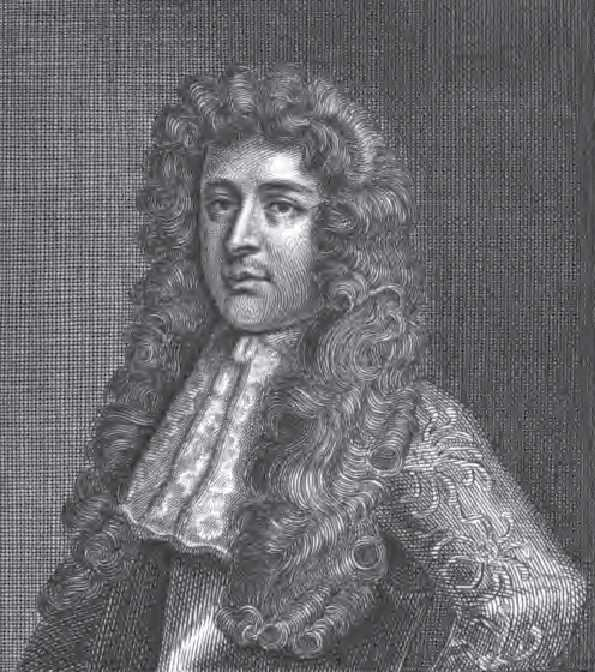
Lieutenant Colonel Sir Thomas Armstrong

- Lieutenant Colonel Sir Thomas Armstrong:Lieutenant Colonel Sir Thomas Armstrong (* 1633, † 1684), ⚭ Katherine Pollexfen (Nichte von Edward Hyde, 1. Earl of Clarendon). Sir Thomas, Sohn des vorgenannten, kämpfte als Kavallerie-Offizier auf Seiten des Duke of Monmouth. Aufgrund seiner angeblichen Beteiligung an der Rye-House-Verschwörung wurde er von dem berüchtigten Richter Jeffreys zum Tode verurteilt und hingerichtet. Das Urteil wurde jedoch post mortem aufgehoben und seiner Witwe eine großzügige Rente zugestanden.
- Captain William Armstrong, Esq.: ⚭ Alice Deane, Offizier der Tipperary-Kavallerie, erwarb 1670 Farney Castle vom Duke of Ormond.
- Lieutenant John (Heaton-)Armstrong, Esq.: (* 1815, † 1891) ⚭ Viktoria Josefa Mayr (von Melnhof), diente ab 1831 in der österreichischen Kavallerie im k. k. Kürassier-Regiment Nr. 6 des Grafen Wallmoden-Gimborn. 1850–1854 Besitzer von Schloss Weyer in Gmunden am Traunsee. Seinem Familiennamen setzte er mit königlicher Genehmigung den Geburtsnamen seiner Urgroßmutter voran, um das Erbe der Herrschaft Mount Heaton in der Grafschaft Tipperary antreten zu können. Dessen Nachkommen tragen seither den Familiennamen Heaton-Armstrong, womit auch eine Wappenmehrung für diesen Familienzweig einherging.
- Captain William Charles Heaton-Armstrong, Esq.: (* 1853, † 1917) ⚭ Bertha Maximiliane Freiin Zois von Edelstein, Politiker, Großkaufmann und Bankier. Nach ihm wurde der Ort Armstrong in British Columbia, Kanada, benannt.
- Major William Duncan Francis Heaton-Armstrong, Esq.: (* 1886, † 1969) ⚭ Thelma Eileen Scott, Privatsekretär und 'Comptroller of the Privy Purse' von Prinz Wilhelm zu Wied, 1914 Fürst von Albanien[9]
- Sir John Dunamace Heaton-Armstrong: (* 1888, † 1967) ⚭ Suzanne Laura de Balan, von 1956 bis 1967 Clarenceux King of Arms[10]

### Haus Gallen Priory
- Edmund Armstrong, Esq.: († 1745), ⚭ Elizabeth Holmes, hielt das Amt des Justice of the Peace in King’s County inne. Wurde 1730 zum High Sheriff derselben Grafschaft ernannt und zusätzlich 1731 im County Kildare[11]
- Colonel Andrew Armstrong, Esq.: (* 1729), ⚭ Constance Maria Pigot, hielt das Amt des Justice of the Peace inne und wurde 1751 zum High Sheriff von King’s County ernannt[12]
- Edmund Armstrong, Esq.: (* 1754, † 1827), ⚭ Elizabeth Trench, arbeitete als Barrister und hielt 1818 das Amt des High Sheriff von King’s County inne[13]
- Captain  Sir Andrew Armstrong, 1. Baronet: (* 1786, † 1863), ⚭ Frances Fullerton, Hauptmann der King’s County Miliz, 1811 und 1836 zum High Sheriff von King’s County ernannt. Er bekleidete von 1831 bis 1841 das Amt des Receiver General of the Stamps in Ireland, wurde 1841 in den erblichen Baronetstand des Vereinigten Königreichs erhoben und war von 1841 bis 1852 Member of Parliament[14]
- Rev. Sir Edmund Frederick Armstrong, 2. Baronet: (* 1836, † 1899), ⚭ Alice Fisher, war Vikar in Borris-in-Ossory und hielt das Amt des Justice of the Peace von King’s County inne[15]

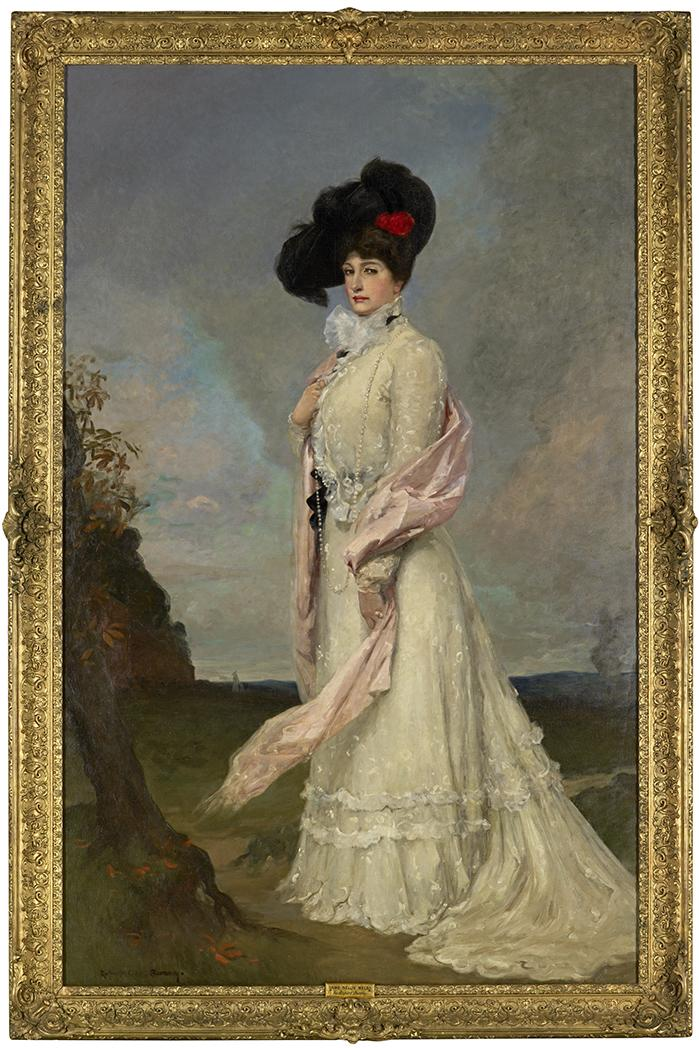
Dame Helen Armstrong alias Nellie Melba

- Dame Helen Porter Armstrong GBE, geb. Mitchell:Dame Helen Armstrong alias Nellie Melba (* 1861, † 1931), ⚭ Charles Nesbitt Frederick Armstrong, unter ihrem Künstlernamen Nellie Melba weltberühmt gewordene Opernsängerin
- Captain Sir Andrew Harvey Armstrong, 3. Baronet: (* 1866, † 1922), hielt das Amt des Justice of the Peace von King’s County inne, diente im Leinster Regiment (Royal Canadians) und kämpfte 1900–1901 im Zweiten Burenkrieg. Er wurde 1914 zum High Sheriff von King’s County ernannt und blieb ledig ohne Nachkommen, weshalb der Titel 1922 an seinen jüngeren Bruder fiel[16]
- Sir Nesbitt William Armstrong, 4. Baronet: (* 1875, † 1953), ⚭ Clarice Amy Hodkinson[17]
- Sir Andrew St. Clare Armstrong, 5. Baronet: (* 1912, † 1987), kämpfte im Zweiten Weltkrieg bei den Royal Australian Engineers, blieb ledig und kinderlos, weshalb der Titel 1987 an den nachfolgend erbberechtigten Vetter fiel[18]
- Sir Andrew Clarence Francis Armstrong, 6. Baronet, CMG: (* 1907, † 1997), ⚭ Laurel May Stuart, war von 1929 bis 1961 Kolonialverwalter und wurde 1959 in den Ritterorden von St. Michael und St. George aufgenommen[19]
- Lieutenant Colonel Sir Christopher John Edmund Stuart Armstrong, 7. Baronet: (* 1940), ⚭ Georgina Elizabeth Carey Lewis, absolvierte das Ampleforth College sowie das Royal Military College Sandhurst und diente bis zur Pensionierung im Royal Corps of Transport[20][21]

### Haus Garrycastle
- Hon. Major General John Armstrong, Esq.:Maj.-Gen. John Armstrong (* 1674, † 1742), ⚭ Anna Priscilla Burroughs, war einer der bedeutendsten Offiziere unter dem Duke of Marlborough während der Kämpfe im Spanischen Erbfolgekrieg. Aufgrund seines maßgeblichen Anteils an der erfolgreichen Belagerung von Bouchain, wurde ihm die Ehre einer gemeinsamen Porträtierung mit seinem Feldherrn zuteil. Das Originalgemälde hängt heute noch in Marlborough House aus.

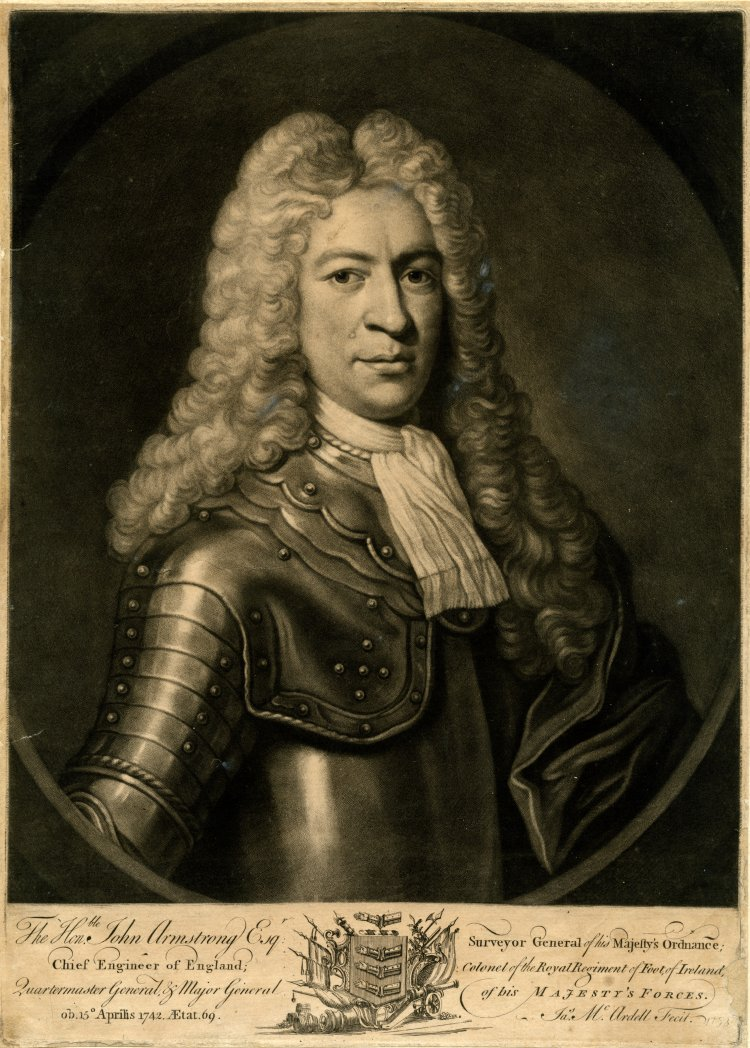
Maj.-Gen. John Armstrong

- Adam von Armstrong (russ. Adam Wassiljewitsch Armstrong), kaiserlich-russischer Oberberghauptmann und Ritter: (* 1762, † 1818), ⚭ (I) Isabella Lindsay, ⚭ (II) Alexandrine Henriette von Lueder, Direktor der kaiserlichen Eisengießereien in Sankt Petersburg, Kronstadt und Olonez, Entdecker des Amethyst-Vorkommens auf der Wolfinsel im Onegasee und Adelsmarschall der Provinz Olonez in Karelien[22].
- Robert von Armstrong (russ. Roman Adamowitsch Armstrong), kaiserlich-russischer Oberberghauptmann und Generalleutnant: (* 1790, † 1865), Chef des Sankt Petersburger Münzhofs

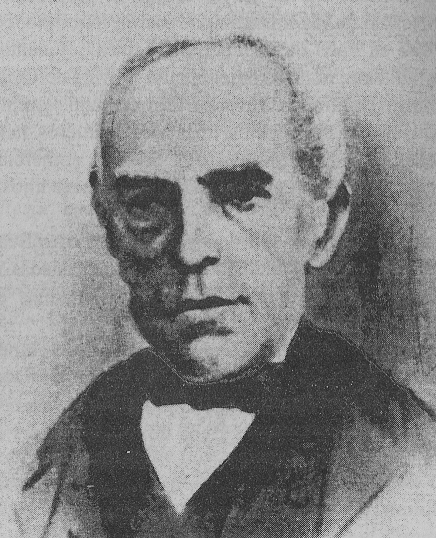
Thomas St. George Armstrong

- Thomas St. George Armstrong, Esq.: Thomas St. George Armstrong (* 1797, † 1875), ⚭ Dona Justa de Villanueva, immigrierte 1817 gemeinsam mit seinem Bruder John nach Buenos Aires, Argentinien, und gründete dort ein Handelsunternehmen. Er wurde zum Direktor der Nationalbank ernannt, gründete 1859 ebenfalls die später führende Versicherungsgesellschaft Argentine Insurance Company[23] und finanzierte maßgeblich den Ausbau des argentinischen Eisenbahnnetzes.[24]
- Johann von Armstrong (russ. Iwan Adamowitsch Armstrong), kaiserlich-russischer Wirklicher Staatsrat und Ritter: (* 1807, † 1869), ⚭ Adelheid Ida Rosamunde Eleonore Freiin von Krohne, Zolldirektor des Hafens von Reval (Tallinn), sowie des Bezirks Sibirien und zuletzt Vorstand der Grenzwache[25] in Kalisch im Königreich Polen. Sein Grab auf dem Dresdner Inneren Neustädter Friedhof[26], in dem später ebenfalls seine Frau, sowie Verwandte der Familie von Weymarn bestattet wurden, gehört zu den künstlerisch bedeutendsten Epitaphen.
- Johann Ritter von Armstrong: (* 1813, † 1878), im Kaisertum Österreich ab 1835 immatrikuliert[27], diente in der k. k.-Kavallerie als Offizier im Chevauleger-Regiment Nr. 6 seines Landsmanns Feldmarschallleutnant Simon Chevalier Fitzgerald.[28]

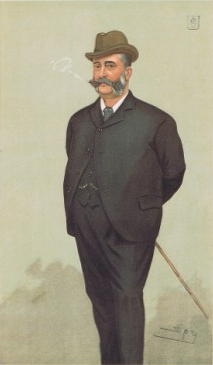
Sir George Carlyon Hughes Armstrong, Bt.

- Captain Sir George Carlyon Hughes Armstrong, 1. Baronet: Sir George Carlyon Hughes Armstrong, Bt. (* 1836, † 1907), ⚭ Alice Fitzroy Furlong, Herausgeber der ehemaligen Londoner Zeitung The Globe
- Commander Sir George Elliot Armstrong, 2. Baronet: (* 1866, † 1940), ⚭ Millicent Ortlepp, einer der Gründer des Londoner Castaways' Club[29]
- Sir Francis Philip Armstrong, 3. Baronet: (* 1871, † 1944), ⚭ Pulcheria Margaret Fox

## Bilder

Wappen des Zweiges Heaton-Armstrong
Karte von King’s County mit der historischen Baronie Garrycastle
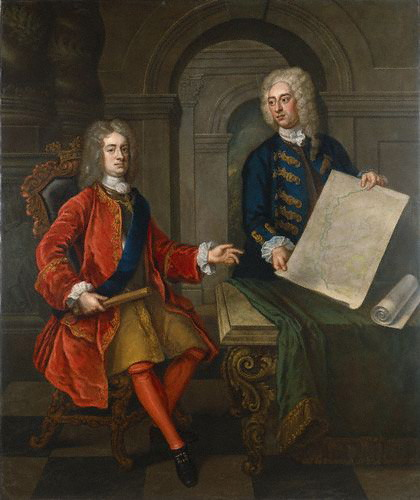
Major General John Armstrong mit dem Duke of Marlborough
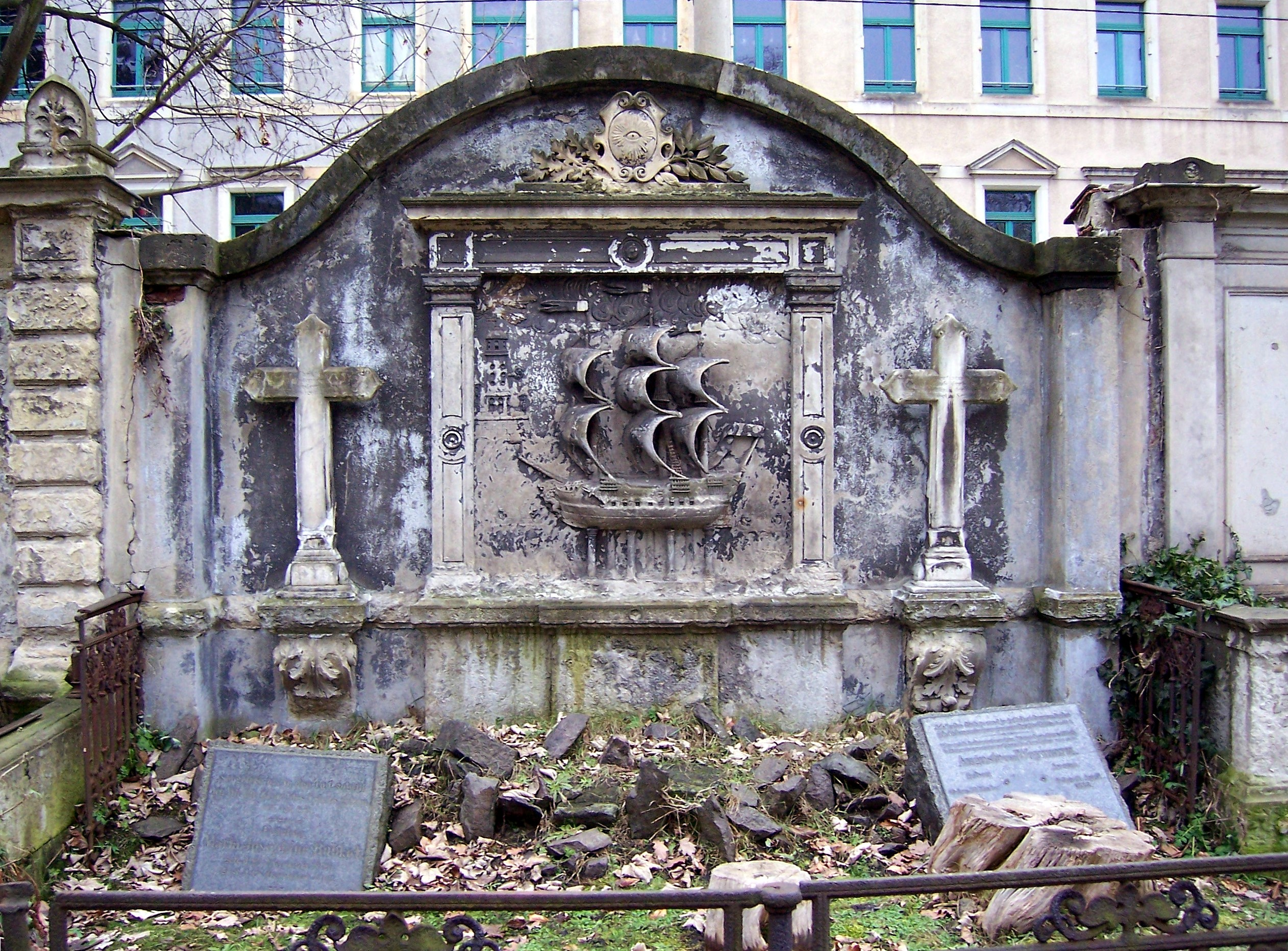
Wandgrab des Johann von Armstrong in Dresden
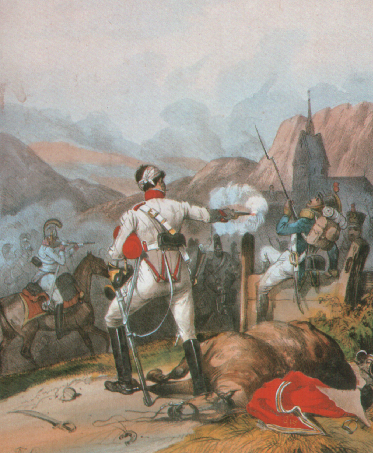
6. k. k. Chevaulegers-Regiment, Gemälde von 1835
Immatrikulation des Johann Ritter von Armstrong in Österreich von 1835
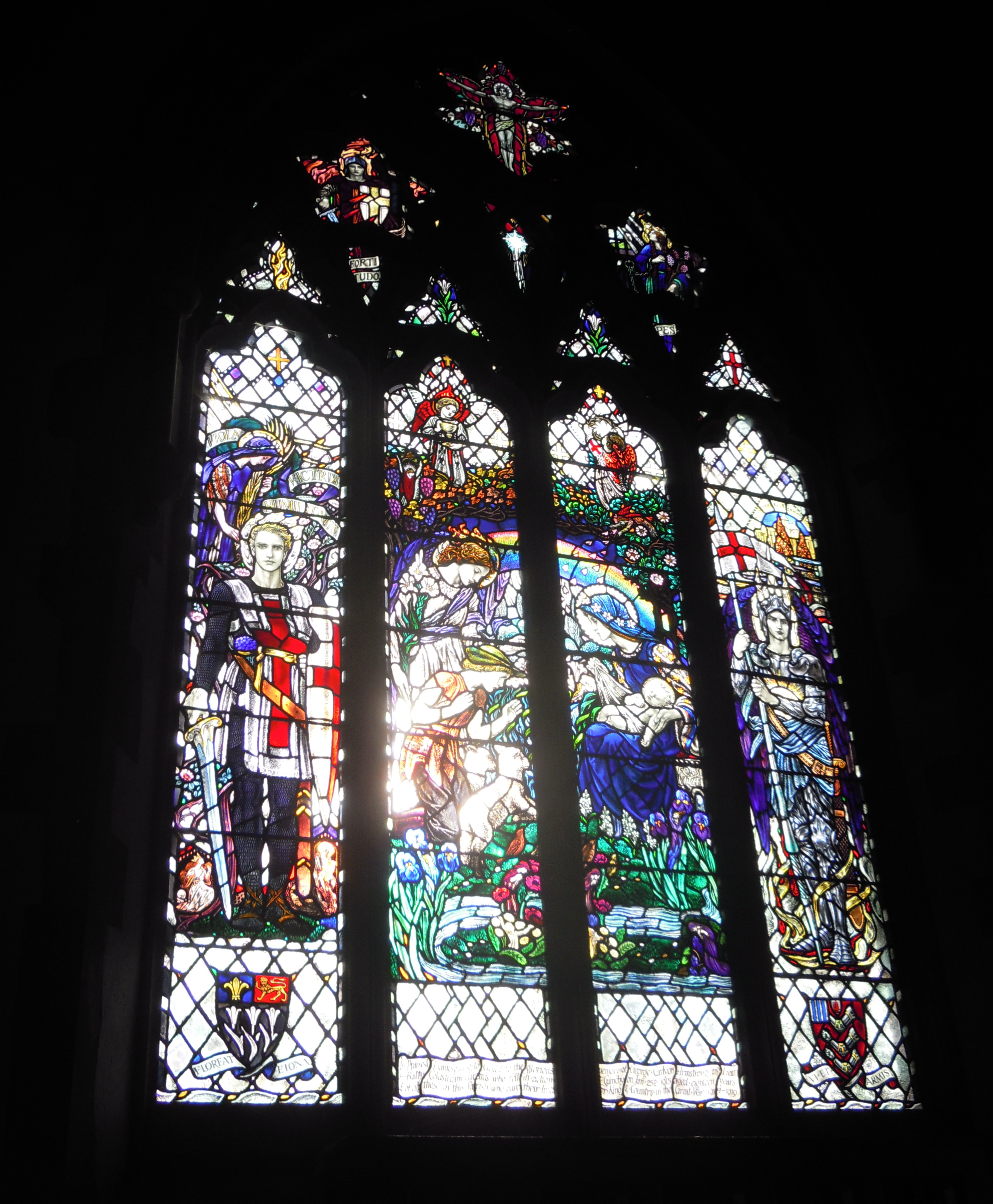
Das Armstrong Window in der Church of James the Less in Pangbourne, Berkshire

## Verbindungen in den Adel Deutschlands und Österreichs
Im deutschsprachigen Raum bestanden bzw. bestehen durch Heirat Verbindungen zu den Familien von Lueder (1805), von Krohne (1843), Mayr von Melnhof (1849), Zois von Edelstein (1885) und von Minckwitz (2010).

## Nicht dieser Linie entstammende Persönlichkeiten des erblichen Adels
- Antony Armstrong-Jones, 1. Earl of Snowdon, Fotograf und Schwager von Königin Elisabeth II.
- David Armstrong-Jones, 2. Earl of Snowdon, Möbelfabrikant und Neffe von Elisabeth II.
- William George Armstrong, 1. Baron Armstrong, britischer Industrieller

## Wappen
Das Stammwappen zeigt in rot drei angewinkelte Arme in Rüstung heraldisch rechts ausgerichtet. Auf dem Helm mit silber-roter Decke findet sich ebenfalls ein gerüsteter Arm in selber Ausrichtung als Zier wieder.